# Simon Pollard Hughes, Jr.
Simon Pollard Hughes Jr. (14 de Abril de 1830 – 29 de Junho de 1906) foi o 15° Governador do Arkansas e um oficial Confederado na Guerra Civil Americana.

## Primeiros anos
Hughes nasceu em Carthage, Tennessee, filho de Simon P. Hughes e Mary Hubbard Hughes. Hughes, Sr., nasceu no Condado de Prince Edward, na Virgínia, era fazendeiro, xerife e membro da câmara do Tennessee entre 1842 e 1843, Mary Hubbard nasceu no Condado de Oglethorpe, na Geórgia. Em 1842, Mary Hughes morreu e a família mudou-se para o Condado de Bowie, no Texas. Hughes, Sr. morreu no Texas em 1844, tornando Hughes órfão aos quatorze anos.
Hughes mudou-se para o Arkansas em Dezembro de 1849 e estudou na Sylvan Academy e Clinton College, no Tennessee. Em 1853, Hughes foi eleito xerife do Condado de Monroe, no Arkansas, e exerceu por dois anos. Hughes foi aceito na Ordem do Arkansas em 1857 e começou a advocacia particular em Clarendon, no Arkansas.

## Guerra Civil
Durante a Guerra Civil Americana, Hughes foi eleito capitão do 23º Regimento de Infantaria do Arkansas do Exército Confederado, subindo ao posto de tenente-coronel. Mais tarde na guerra, após uma reorganização do 23º Regimento do Arkansas, Hughes se alistou como soldado da Cavalaria do Texas em Morgan.

## Serviço político
Após a guerra, Hughes exerceu na câmara dos representantes do Arkansas, de 1866 até 1867, e foi delegado da convenção constitucional do Arkansas em 1874. Hughes foi eleito para o cargo de procurador-geral do Arkansas e exerceu de 1874 até 1877.
Hughes foi eleito Governador do Arkansas, empossado em Janeiro de 1885. Foi reeleito em 1886. Durante seus mandatos, as execuções públicas foram abolidas no Arkansas e a venda de bebidas alcoólicas foi restrita.
Em 1889, Hughes foi eleito à suprema corte do Arkansas como juiz associado e exerceu nesse cargo por dezesseis anos.

## Morte
Hughes morreu em Little Rock, no Arkansas e está sepultado no histórico Cemitério Mount Holly em Little Rock.